# Åke Johansson
Åke Johansson, detto Bajdoff (Norrköping, 19 marzo 1928 – Norrköping, 21 dicembre 2014), è stato un calciatore svedese, di ruolo difensore.

## Carriera
Giocò per tutta la carriera nel Norrköping. Vinse il Guldbollen nel 1957 e l'anno successivo fece parte della Nazionale svedese arrivata in finale ai Mondiali di casa, senza tuttavia mai scendere in campo.

## Palmarès

### Club

#### Competizioni nazionali
- Campionato svedese: 6

IFK Norrköping: 1952, 1956, 1957, 1960, 1962, 1963